# Otrioneo
Nella mitologia greca, Otrioneo fu uno degli eroi che combatterono nella guerra di Troia narrata nell'Iliade, in difesa della città assediata.

## Il mito

### Le origini
Otrioneo era un giovane guerriero che veniva da una città tranquilla della Troade, chiamata Cabeso. L'unico motivo per cui aveva deciso di combattere era legato alla bella Cassandra, una delle figlie di Priamo, di cui aveva chiesto la mano. Confidava nella propria forza e in quella dei cittadini di Troia: infatti aveva offerto come pegno di nozze non oggetti preziosi ma un'impresa, quella di scacciare gli invasori dal regno. Il re di Troia aveva accettato la sua proposta.
(Iliade, libro XIII)

### La morte
Idomeneo, eroe acheo, dopo aver esortato i compagni, entrò in battaglia contro Otrioneo, lo colpì in pieno ventre e ne fece trascinare il cadavere per tutto il campo di battaglia.
(Iliade, libro XIII)
Asio, intervenuto per cercare di vendicarlo, venne ucciso a sua volta da Idomeneo.

### Fonti
- Omero, Iliade XIII, 363,374,772

### Traduzione delle fonti
- Omero, Iliade, quinta edizione, Bergamo, BUR, 2005, ISBN 88-17-17273-1. Traduzione di Giovanni Cerri